# Temporada 2006-2007 del Liceu
| Temporada 2006-2007 del Liceu |                         |                      |                                  | | |                                                |
| Òpera                         | Compositor              | Director musical     | Director d'escena                | Papers principals | Producció | Dates                                          |
| La clemenza di Tito           | Wolfgang Amadeus Mozart | Sebastian Weigle     | Francisco Negrín                 | Michael Schade, Vesselina Kasarova, Regina Schörg, Ofèlia Sala | Gran Teatre del Liceu / Oper Leipzig                                                                                         | 2 al 19 d'octubre                              |
| Lucia di Lammermoor           | Gaetano Donizetti       | Josep Caballé        | Robert Carsen                    | Patrizia Ciofi, Edita Gruberova, Josep Bros, Anthony Michaels-Moore | Opernhaus Zürich | 11 de novembre al 4 de desembre                |
| Manon Lescaut                 | Giacomo Puccini         | Renato Palumbo       | Liliana Cavani                   | Daniela Dessì (22, 27, 30 desembre / 2, 5, 8 gener)/Maria Guleghina (23, 29 desembre / 3, 7 gener), Ludovic Tézier (22, 27, 30 desembre / 2, 5, 8 gener), Robert Bork (23, 29 desembre / 3, 7 gener), Fabio Armiliato (22, 27, 30 desembre / 2, 5, 8 gener), Marcello Giordani (23, 29 desembre)/Hugh Smith (3, 7 gener), Carlos Chausson (2, 27, 30 desembre / 2, 5, 8 gener)/Enric Serra (23, 29 desembre / 3, 7 gener), Israel Lozano, Alberto Feria, René Kollo, Agata Bienkowska, Riccardo Ferrari, Josep Ruiz, Alberto Feria | La Scala de Milà | 22 de desembre al 8 de gener                   |
| Don Carlos                    | Giuseppe Verdi          | Maurizio Benini      | Peter Konwitschny                | Giacomo Prestia, Franco Farina, Carlos Álvarez Rodríguez, Adrianne Pieczonka | Gran Teatre del Liceu / Wiener Staatsoper                                                                                    | 27 de gener al 14 de feber                     |
| Boulevard Solitude            | Hans Werner Henze       | Sebastian Weigle     | Nikolaus Lehnhoff                | Laura Aikin, Par Lindskog, Hubert Delamboye, Tom Fox | Royal Opera House Covent Garden (Londres)                                                                                    | 2 al 15 de març                                |
| El gato con botas             | Xavier Montsalvatge     | Josep Vicent Egea    | Emilio Sagi                      | Marisa Martins, María Luz Martínez, Antoni Comas i Ruano, Enric Martínez-Castignani | Gran Teatre del Liceu / Teatro Real / Asociación Bilbaína de Amigos de la Ópera / Asociación Asturiana de Amigos de la Ópera | 10 a l'11 de març                              |
| Der fliegende Holländer       | Richard Wagner          | Sebastian Weigle     | Àlex Rigola                      | Alan Titus, Susan Anthony, Kurt Streit, Eric Halfvarson | | 4, 10, 13, 16, 17, 19, 21, 22, 24 i 25 d'abril |
| Khovànxtxina                  | Modest Mússorgski       | Michael Boder        | Stein Winge                      | Vladímir Ognovenko, Vladímir Galuzin, Robert Brubaker, Nikolai Putilin | Gran Teatre del Liceu / Teatro Real                                                                                          | 15 maig al 3 de juny                           |
| La Voix humaine               | Francis Poulenc         | Yannick Nézet-Séguin | Christoph Meyer, David Lefkowich | Ángeles Blancas | | 25 maig al 2 de juny                           |
| Le Portrait de Manon          | Jules Massenet          | Yannick Nézet-Séguin | Christoph Meyer, David Lefkowich | Isabel Rey, Dwayne Croft, Marina Domashenko | | 25 maig al 2 de juny                           |
| Manon                         | Jules Massenet          | Víctor Pablo Pérez   | David McVicar                    | Natalie Dessay, Rolando Villazón, Manuel Lanza, Marisa Martins | English National Opera (Londres)                                                                                             | 21 juny al 9 de juliol                         |
| Thaïs                         | Jules Massenet          | Andrew Davis         | Versió de concert                | Renée Fleming, Thomas Hampson, Josep Bros, Stefano Palatchi | | 5 al 8 de juliol                               |
| Norma                         | Vincenzo Bellini        | Giuliano Carella     | Francisco Negrín                 | Ana María Sánchez, Dolora Zajick, Franco Farina, Giacomo Prestia | Gran Teatre del Liceu / Grand Théâtre de Genève                                                                              | 21 al 30 de juliol                             |